# 近江牛

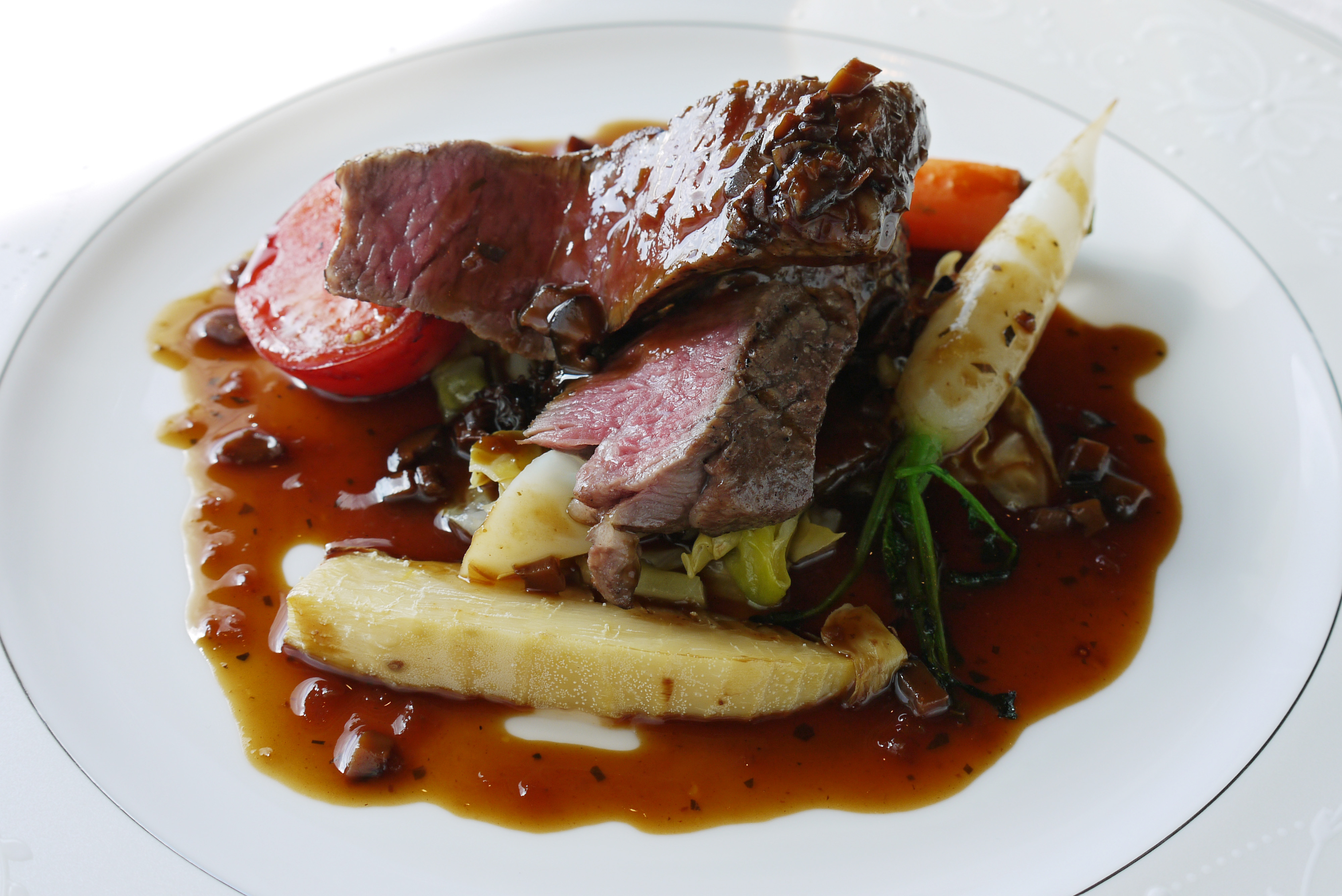
近江牛フィレ肉のグリエ

近江牛（おうみうし または おうみぎゅう）は、黒毛和種の和牛が滋賀県内で最も長く肥育された場合に許される呼称で、そのウシからとれる牛肉にも用いられる呼称である。日本での肉用牛としての史実として残る歴史が400年と圧倒的に長く、三大和牛の1つとされる。他のブランド牛が限られた狭い地域あるいは個人の飼育であるのに対し、近江牛は滋賀県全体で生産されているため、年間出荷頭数は圧倒的に多く、優れた肉質が特徴である。

## 定義
- （品種）黒毛和種[2]
現在は但馬牛を素牛としなくともよい。
- （地理的表示）JAS法に定める原産地表示が「滋賀県産」と表示できるもの[2]
滋賀県内で最も長く飼育されたもの。

日本食肉格付協会の格付けに基いた定義がないため、上記の2つを満たせばどの肉質等級および[なお、A-4、B-4以上の格付けの枝肉には認定書や認証シールが発行される。

## 歴史
1590年（天正18年）に秀吉の小田原攻めのとき、高山右近が蒲生氏郷と細川忠興に牛肉を振る舞ったとされる史実が残っている。その蒲生氏郷が領地である近江蒲生日野の地で食肉牛を飼育し、食用としての近江牛の普及には蒲生氏郷が貢献したともいわれている。また、その後、氏郷は松坂（現・松阪市）および会津（現・会津市）に封じられ、その際、近江から招き入れた多数の技術者が畜産の発展に寄与し、現在の「松阪牛」「会津牛」の礎を築いたと考えられる。1586年(天正14年）、豊臣秀次は自らが築いた八幡山城（現・近江八幡市）の山下町（城下町）に住地を設けて牛馬商人を住まわせ、牛馬商に対する保護政策をとったとされる。
江戸時代、彦根藩は幕府に太鼓を献上しており、その太鼓に使う牛革を確保するため、牛の畜産を営み、その屠殺を許可されていた。この事から、牛肉を食べる文化が発達した。江戸時代後期、「養生薬」の名目で、干し肉に加工された牛肉が彦根藩から将軍家へ献上されたことが2回ある。その他松平定信、徳川斉昭などの大名に味噌漬・粕漬などの加工品が贈られたと彦根藩の記録に残っている。
1863年（文久3年）ごろに来日した写真家、フェリックス・ベアトが撮影した厚木宿（神奈川県厚木市）の風景写真に「江州　彦根　生製　牛肉漬」との看板 が店に掲げられており、幕末の頃には牛肉が販売されていたことがわかる。 また、彦根市史によると、1855年（安政2年）、彦根魚屋町の勘治が、江戸の神田、両国、日本橋、四ツ谷で彦根牛肉の看板を掲げて開業したと伝えられている。
1850年頃（嘉永年間）には、尾張藩領であった蒲生郡内で藩士の指導により、牛の肥育が開始された。
明治時代になって西洋文化の影響で牛肉食が始まるとともに近江牛の消費も拡大した。1869年（明治2年）には、蒲生郡苗村（現蒲生郡竜王町）の家畜商が陸路で17、8日かけ、牛を追いながら東京に送り、多くの取引を行ったとの記録がある。さらに同じく苗村出身の竹中久次は、1872年（明治5年）に生牛の東京出荷を開始、1883年（明治16年）には、東京浅草で牛肉問屋「米久」を開業した。しかし、1882年（明治15年）頃になると、汽船の発達に伴い、近江牛は神戸港から首都圏他へと出荷されるようになったが、他の地方産の牛肉とまとめ、神戸牛と呼ばれていた。　当時、出荷地銘柄としての神戸牛が確立され、有名になったため、産地銘柄としての近江牛はその影に隠れてしまったとされる。
1890年（明治23年）、前年の東海道本線の開通により近江八幡駅から近江牛の輸送を開始した。1893年（明治26年）、牛疫が蔓延したため、国内の生牛の輸送が禁じられた。そこで、滋賀県下で生産され、現地で屠殺して枝肉となった牛肉が多く市場に出回った。消費者側からみて、それは出荷量が多かったのみならず、非常に美味であったので、生産地が調べられた。その結果、それが滋賀県近江八幡市の近江八幡駅から出荷された牛肉であることがわかり、それがきっかけで滋賀県が牛の生産において生産量・味ともに優れているとして近江牛の名が知れ渡ることとなった。1906年（大正3年）には、東京上野公園で全国家畜博覧会が開催され、蒲生郡の牛が優等一位となる。関東大震災が発生した際には、全国から東京への貨物輸送の一時禁止が行われたが、宮内省から陛下御用の近江牛だけは積み出すよう、近江八幡駅長に指示されたといわれている。
戦後になり、1951年（昭和26年）、地元の家畜商と東京の卸業者が協力し、近江牛ブランドの確立を目的とする近江肉牛協会が発足した。この頃に近江肉牛協会が東京で繰り広げた「大宣伝会」は今も語り継がれる。国会議事堂で生きた近江牛を披露したり、東京日本橋のデパート（白木屋）屋上で競りを市民に公開した。
かつては、定義の一つの「滋賀県産」を満たすのに必要な期間の基準がなかったため、県外産の牛を一晩県内に置き、翌日に市場に出しても「近江牛」と呼称できた。しかし、2005年（平成17年）に牛の肥育履歴偽装事件で近江肉牛協会の幹部が逮捕されたのを機に、同年12月に「滋賀県産」とみなす基準を含めた近江牛の定義が決められた。
2007年（平成19年）5月11日、地域団体商標に登録された。また、同年、近江牛の生産者や流通事業者により、「近江牛」生産・流通推進協議会が設立された。
2010年（平成22年）、滋賀食肉センターを通じた近江牛の輸出が開始された。
2017年（平成29年）12月15日、地理的表示法(特定農林水産物等の名称の保護に関する法律)に基づく地理的表示（GI） に登録された。
2021年（令和3年）、ふるさと納税の返礼品として滋賀県が近江牛の取り扱いを県内全市町に認めたことに対し、主要産地の近江八幡市は肉の品質管理が徹底できずブランド価値が低下しかねないとして自治紛争処理委員による審査を申し立てた。

## 生産
主に滋賀県東部の蒲生・神崎・愛知の各郡（現在の近江八幡市、東近江市、竜王町など）において生産されてきた。これら一帯は米の生産やその他の農業も盛んな地域で、牛を肥育するための飼料と気候に恵まれたためともいわれている。多くの近江牛畜産農家ではオレイン酸やリノール酸を多く含む近江米の藁や米糠を飼料として与えている。霜降り度合いが高く、芳醇な香りと、脂質の口溶けのよさが特徴である近江牛は、融点が低く、牛肉の香りや風味に関与しているといわれる不飽和脂肪酸であるオレイン酸含有率が他の産地の黒毛和種より比率が高く、このことが香りの良さや脂質の口溶けの良さ、またサシが多いにもかかわらずしつこさがないといった近江牛の特徴につながっている。 年間出荷頭数は5000頭。

## その他
- 近江牛を扱う駅弁には、「食べ物の恨みは恐ろしい」とのキャッチコピーが書かれている。これは、近江牛を楽しみにしていた水戸藩士が、江戸幕府への近江牛の献上を断った近江彦根藩藩主・井伊直弼を恨んで桜田門外の変で討った、とする俗説に基いている[注釈 2]。